# Kalamunda-Nationalpark
Der Kalamunda-Nationalpark (engl.: Kalamunda National Park) ist ein Nationalpark im australischen Bundesstaat Western Australia. Dieser Park liegt 25 km östlich von Perth nahe der Stadt Kalamunda.
Im Nationalpark wachsen verschiedene Eukalyptus-Arten zwischen Steinblöcken, wie Marri (Corymbia calophylla), Wandoo (Eucalyptus wandoo) und Jarrah (Eucalyptus marginata). An Tier-Arten leben das Graue Känguru, der Ameisenigel und der Kurznasige Australische Nasenbeutler dort.
Der Park ist der Startpunkt des 965 km langen Bibbulmun Track von Albany nach Kalamunda, ein Wanderweg.
Betrieben wird dieser Nationalpark vom Department of Environment and Conservation in Western Australia.